# カタル性炎症
カタル性炎症（カタルせいえんしょう catarrhal inflammation）は、粘膜の滲出性炎症。粘液の分泌が亢進する。
消化管、鼻腔や気管支などの粘膜の表層に炎症が起きた際、同時に粘液の分泌が亢進し、著明な粘膜上皮の剥離が起きる。
カタル性炎症には胃で起こる急性胃炎、気管支で起こる気管支カタル、大腸で起こる大腸カタルなどがある。